# یواس‌اس فورد (۱۸۴۶)
یواس‌اس فورد (۱۸۴۶) (به انگلیسی: USS Falcon (1846)) یک کشتی بود.